# Ritorno dalla quarta dimensione
Ritorno dalla quarta dimensione (titolo originale My Science Project, trad. lett. Il mio progetto scientifico) è un film di fantascienza del 1985, diretto da Jonathan R. Betuel con la partecipazione di John Stockwell, Danielle von Zerneck, Fisher Stevens e Dennis Hopper nella parte di un professore di scienze.

## Trama
Mike Arlan è un giovane studente di scienze che deve presentare una relazione al suo professore, altrimenti rischia di non passare l'esame. Insieme ad una sua compagna, penetra di nascosto in un vecchio deposito militare dove trova uno strano oggetto di metallo che attira la sua attenzione e decide così di farlo passare per la sua ricerca.
Collegandolo ad una batteria di corrente, si accorge, insieme ad un suo amico, che questo particolare congegno può materializzare oggetti provenienti da epoche diverse. Non solo, lo mostrano al loro professore di scienze Bob che viene risucchiato dalla strana macchina, scomparendo davanti ai loro occhi. I ragazzi capiscono di avere tra le mani una specie di macchina del tempo capace di abbattere le barriere dimensionali, che per funzionare ha bisogno continuamente di corrente elettrica.
Dopo aver fermato l'oggetto, facendo esplodere l'impianto elettrico dal quale si stava autoalimentando, Mike e il suo amico finiscono alla centrale di polizia, ma devono accorrere subito alla scuola dove la macchina sta scatenando una tempesta spaziotemporale. In poco tempo i ragazzi si trovano ad affrontare persone e creature del passato e del futuro e dopo una battaglia combattuta non senza difficoltà riescono a bloccare definitivamente il congegno, riportando anche indietro il loro professore che nel frattempo si era fatto un viaggetto nel proprio periodo preferito, gli anni sessanta.

## Distribuzione
È stato distribuito in Italia solo in VHS dalla Touchstone Pictures.